# Logan Circle
Logan Circle, también conocido como Logan Square, es un parque y rotonda situado en el cuadrante noroeste del Centro de Filadelfia (Estados Unidos), y una de las cinco plazas planificadas originalmente en el plan hipodámico de la ciudad. La propia rotonda se encuentra dentro de los límites originales de la plaza; los nombres Logan Square y Logan Circle se usan indistintamente para designar el parque. Llamada originalmente Northwest Square en el plano de William Penn de 1684 de la ciudad, la plaza fue renombrada en 1825 en honor al estadista de Filadelfia James Logan. La plaza es el punto focal del barrio homónimo. Logan Square fue agregada al Registro Nacional de Lugares Históricos en 1981.

## Historia

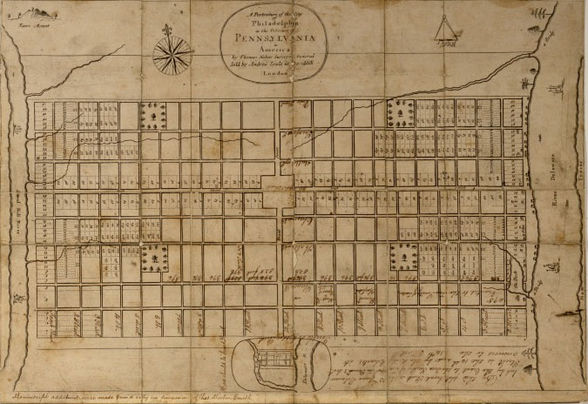
Portraiture of the City of Philadelphia, Thomas Holme.

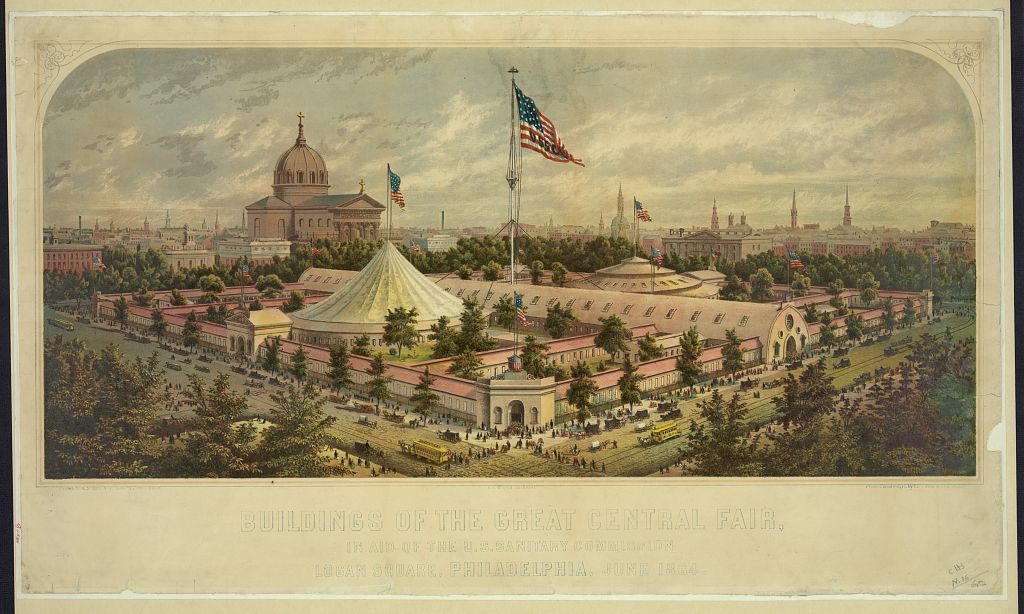
La Great Sanitary Fair, junio de 1864.

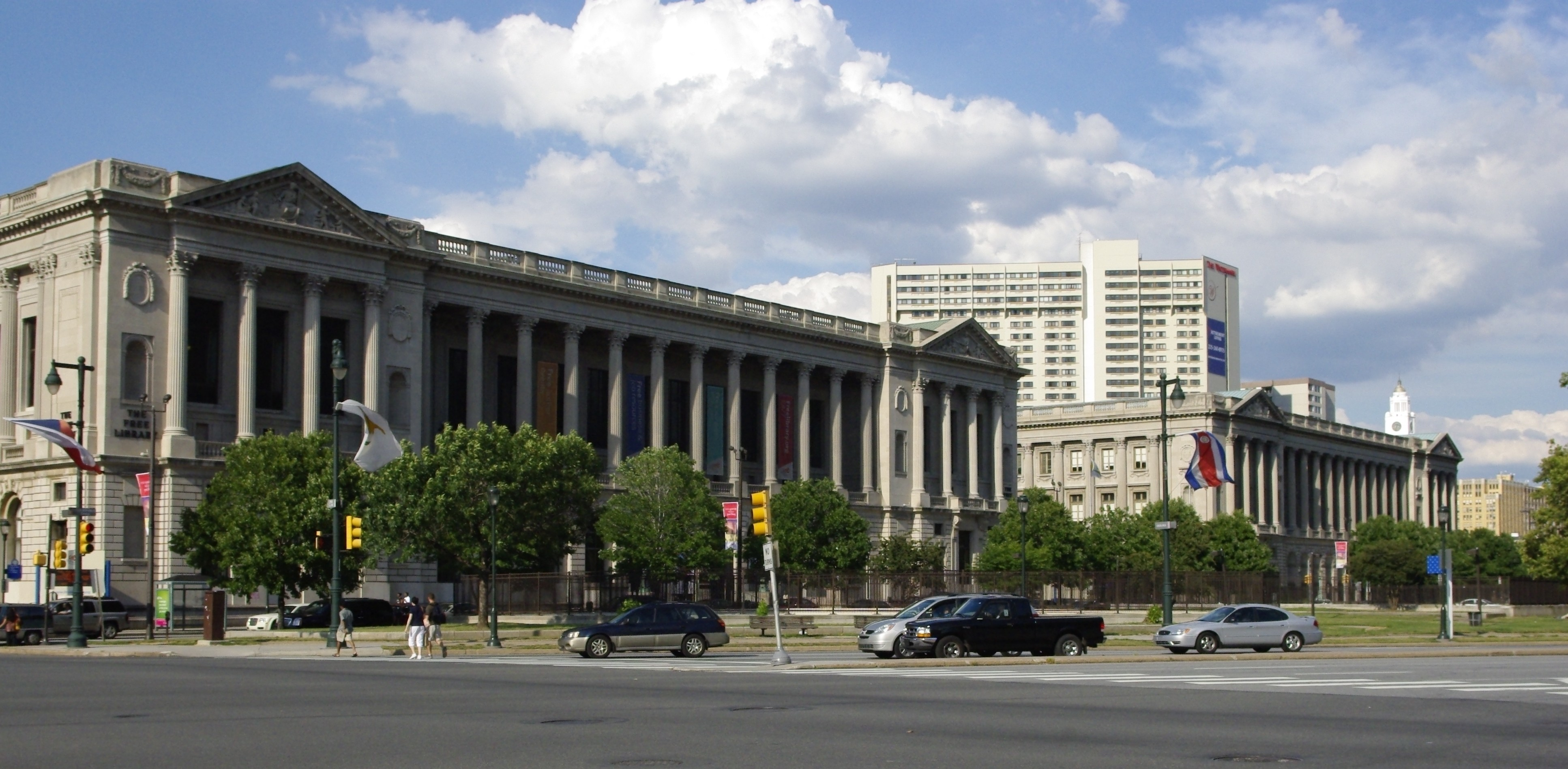
La Biblioteca Central Parkway y el Edificio del Tribunal de Familia.

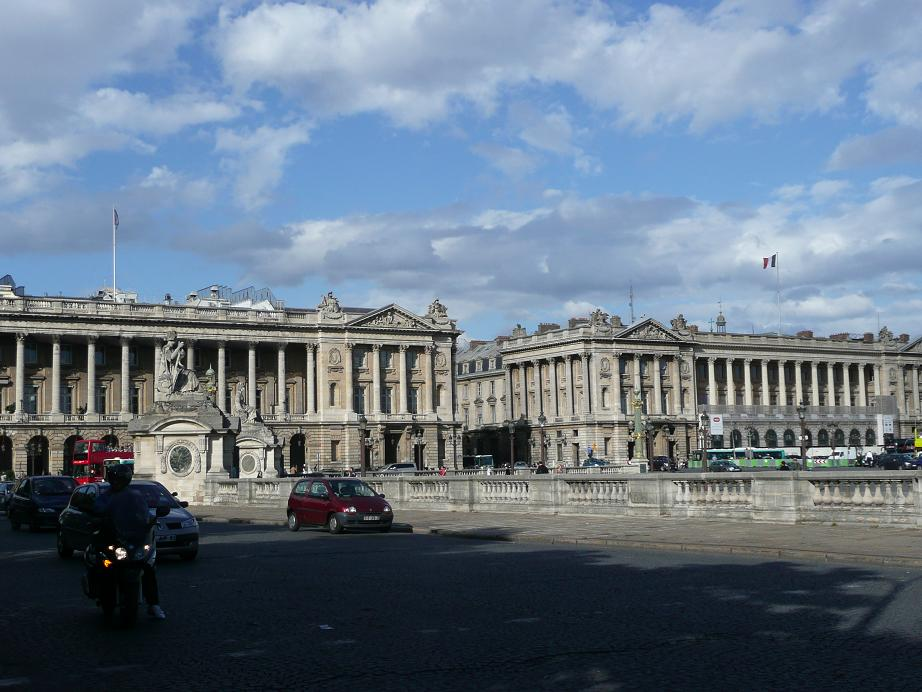
Ambos edificios fueron diseñados inspirándose en el Hôtel de Crillon y el Hôtel de la Marine de la Place de la Concorde de París.

Antes del siglo xix, la ciudad se desarrollaba a lo largo del río Delaware; durante la Revolución Americana, la zona alrededor de la actual Logan Square era un bosque virgen. Durante el siguiente cuarto de siglo la plaza sirvió como pasto, lugar de ejecución y cementerio, y albergó una horca hasta la ejecución del asesino William Gross en 1823. Con el objetivo de que la atención pública olvidara su anterior uso morboso, Filadelfia alquiló la plaza a la Sociedad de Huérfanos desde 1821 hasta 1830.
En 1842 una ordenanza convirtió en un delito «transportar o llevar a Logan Square, Penn Square o Rittenhouse Square cualquier caballo, vaca, carro, vagón, carruaje o carretilla, excepto con permiso; colocar cualquier madera, carbón, basura o sustancia ofensiva; escalar los árboles, vallas o puertas; excavar el suelo o dañar la hierba; o correr, caminar o tumbarse sobre ella». En la década de 1840 Filadelfia había empezado la restauración de la plaza desde su antigua época como cementerio, plantando árboles y vegetación y construyendo una valla de madera que hizo que la plaza se pareciera a la visión de Penn de un espacio verde urbano. Durante esta época, la ciudad limitó el acceso a Logan Square a los propietarios de viviendas cercanas a la plaza que pagaban por su mantenimiento; la ciudad construyó una valla de hierro forjado alrededor de la plaza en 1852.
En 1864 la plaza albergó la Great Sanitary Fair (literalmente, «Gran Feria Sanitaria»), un evento para recaudar fondos en apoyo de la United States Sanitary Commission para comprar medicinas para las tropas de la Unión durante la Guerra de Secesión. El presidente Abraham Lincoln visitó la feria y donó cuarenta y ocho copias firmadas de la Proclamación de Emancipación, que se vendieron por diez dólares cada una. En 1881 la Pennsylvania Railroad construyó un viaducto que dejó sin conexión Logan Square y Rittenhouse Square, alterando el proyecto original de William Penn, que contemplaba que las cinco plazas de la ciudad estuvieran conectadas entre sí. Antes del siglo xx la plaza también se usó para conciertos y otros eventos.
Desde la década de 1890 el ayuntamiento estaba planeando construir un bulevar similar a los Campos Elíseos de París, y en 1907 se aprobó el proyecto. La plaza empezó a transformarse de nuevo: los límites originales de la plaza —18th Street al este, 20th Street al oeste, Race Street al sur y Vine Street al norte— permanecieron intactos, y la plaza empezó a parecerse más a su aspecto actual, caracterizado por su rotonda. En 1917 empezaron las obras de una calle que conectaría el Centro de Filadelfia con el Parque Fairmount, que posteriormente se convirtió en un tramo de la Benjamin Franklin Parkway. Fue diseñada por Jacques Gréber, un arquitecto paisajista francés que transformó Logan Square en una rotonda similar al óvalo de la Place de la Concorde de París. Incluso la Biblioteca Pública y el Edificio del Tribunal de Familia se diseñaron inspirándose en los edificios gemelos del Hôtel de Crillon y el Hôtel de la Marine de París.
Entre los lugares de interés en sus cercanías están la Fuente Memorial Swann, en el centro de la rotonda, la Biblioteca Central Parkway, el antiguo Edificio del Tribunal de Familia de Filadelfia, la Academia de Ciencias Naturales, el Instituto Franklin, el Moore College of Art and Design, la catedral de San Pedro y San Pablo (católica) y el Templo de Filadelfia (mormón).

### Remodelaciones recientes
A principios de 2005, la Pennsylvania Horticultural Society (PHS) empezó las obras para limpiar y remodelar el parque para hacerlo más accesible y agradable para los peatones. Fueron retirados los grandes árboles paulonia que destacaban alrededor de la fuente, ya que los urbanistas habían determinado que habían alcanzado el final de su vida útil y se habían convertido en algo antiestético, y fueron sustituidos por árboles similares cultivados especialmente para Logan Square en Longwood Gardens como parte de un proyecto para mejorar el espacio urbano. PHS plantó exuberantes jardines perennes alrededor de la fuente y en las parcelas adyacentes, y mantiene los jardines durante todo el año.
El ayuntamiento emprendió un extenso proyecto de rehabilitación, y en 2012 había renovado las plazas originales con restauración y nueva vegetación. También ha expresado su apoyo a transformar la rotonda de nuevo en una plaza, y aumentar su carácter estético como espacio verde urbano.

### Eventos
En 2016 fue el punto de salida de la Marcha de las Mujeres de Filadelfia.
El papa Juan Pablo II celebró la misa aquí en 1979.
En abril de 2017 Logan Circle albergó el Draft de la NFL.